# 美洲白睡莲
美洲白睡莲（学名：Nymphaea ampla）又名大睡莲，为睡莲科睡莲属广热带睡莲亚属下的一个种。

## 分布
本种主要分布于美洲热带及亚热带区域，包括北美洲南部如美国的佛罗里达州及德克萨斯州、墨西哥等；南美洲的加勒比地区如开曼群岛、古巴、多米尼加、牙买加、波多黎各及海地；中美洲如伯利兹、哥斯达黎加、萨尔瓦多、危地马拉、洪都拉斯、尼加拉瓜及巴拿马等。